# Michal Vodárek
Michal Vodárek (ur. 2 lipca 1987) – czeski bokser, uczestnik Mistrzostw Europy 2008 w Liverpoolu, złoty medalista Mistrzostw Czech 2008, Mistrzostw Czech 2011 w Karwinie Mistrzostw Czech 2013 w Jiczynie. W roku 2007, 2010, 2012 zdobywał srebrne medale na krajowych mistrzostwach. W roku 2005 i 2006 był mistrzem Czech juniorów w kategorii średniej.
W lipcu 2008 był finalistą turnieju Grand Prix w Uściu nad Łabą. W finale kategorii średniej przegrał z Australijczykiem Jarrodem Fletcherem. W listopadzie 2008 reprezentował Czechy w kategorii średniej na Mistrzostwach Europy w Liverpoolu. Odpadł tam w 1/8 finału, przegrywając w swoim pierwszym pojedynku z reprezentantem Białorusi Nikołajem Weselowem.
W lipcu 2013 był uczestnikiem Letniej Uniwersjady w Kazaniu. W 1/8 finału przegrał z Estończykiem Kaupo Arro, odpadając z rywalizacji. W październiku 2014 był półfinalistą Mistrzostw Czech w Pilźnie. W półfinale przegrał z powodu kontuzji z Vítem Králem.